# Cerro Garabitas

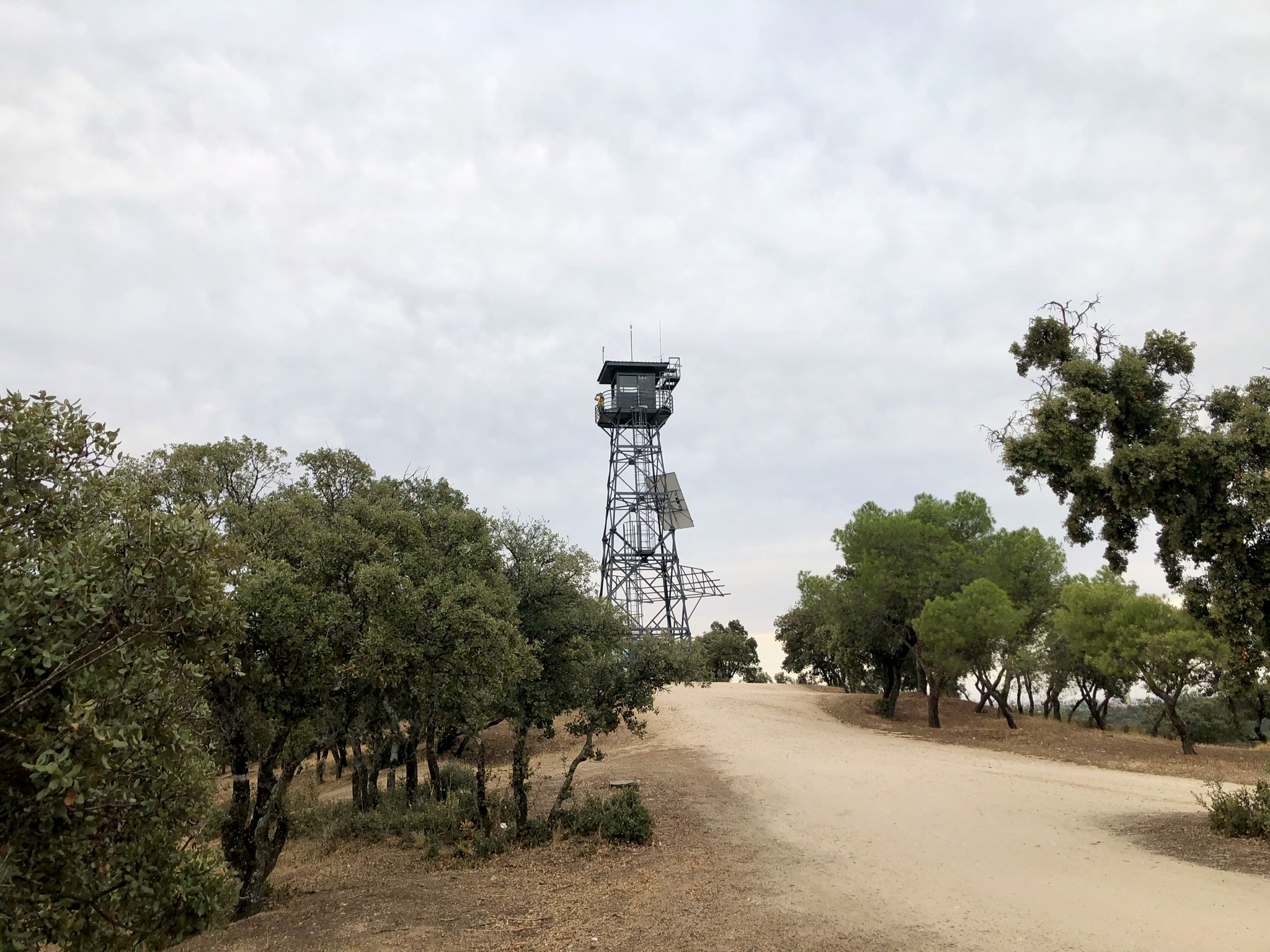
Cima del cerro y torre de vigilancia.

El Cerro Garabitas es un cerro ubicado en el parque madrileño de la Casa de Campo. Este lugar fue el escenario de diversas batallas durante la Guerra Civil en la Batalla de Madrid. Este cerro, por ser uno de los puntos más elevados de la Casa de Campo con sus 677 metros de cota, fue lugar de la ubicación de las baterías artilleras que desde comienzos del mes de diciembre de 1936 bombardearía Madrid. Durante el periodo de la contienda se intentó lograr esta posición estratégica con el objeto de detener el bombardeo sobre Madrid, pero el intento fue infructuoso a lo largo del periodo 1936-1939. En la actualidad, en la cima del cerro existe una torre de vigilancia para los guardas del parque.

## Historia
En la historia del urbanismo de Madrid este cerro ha tenido diversas funciones, una de ellas propuesta por el arquitecto Palacios para unir con un funicular el cerro con la montaña del Príncipe Pío. El trayecto propuesto era uno de los más largos de Europa. Finalmente, el proyecto no se logró realizar, quedando en el olvido. Este cerro es objeto de leyendas urbanas como el que solían decir en el siglo XIX, en dichas leyendas se afirma que es el último lugar que visitan las almas de los muertos antes de abandonar este mundo.

### Guerra Civil
Las tropas de los sublevados mandadas por el General Varela que avanzaban el 10 de noviembre de 1936 por la Casa de Campo tenían la intención de asaltar Madrid desde esa posición. Las tropas republicanas de la XI Brigada Internacional intentaron cortar las comunicaciones cortando el acceso a la Ciudad Universitaria al mismo tiempo que lograban el acceso al cerro. La llegada de sucesivos refuerzos procedentes de Albacete por parte del ejército de la República no pudieron evitar que las tropas sublevadas tomaran este cerro el día 13 de noviembre (tomándose igualmente los vértices de Paquillo y Basurero). El anarquista Buenaventura Durruti y su columna de Durruti fue asignada a este sector y finalmente tras fuertes combates la columna fue mermada en sus intentos de lograr el cerro. El día de Nochevieja de 1936 los artilleros dispararon doce proyectiles dirigidos a la Puerta del Sol.
Entre el 10 al 14 de abril de 1937 varias Brigadas mixtas republicanas intentaron tomar el Cerro Garabitas, sin éxito. De hecho, durante los combates falleció el comandante de la 2.ª Brigada Mixta, el mayor de milicias Jesús Martínez de Aragón.

### Posguerra
Ya en la época de la posguerra el cerro se convierte en celebración de los militares vencedores. Poco a poco el lugar fue perdiendo la significación que tuvo en los periodos de contienda y se instaló en él una torre de vigilancia para uso de los guardas forestales de la zona.

## Características
En la Casa de Campo y desde un lugar llamado Cuatro Caminos se sube al cerro Garabitas. La cota de 677 metros le convierte en una de las zona más altas de la Casa de Campo. La cota más alta es la Puerta de Somosaguas con 690 metros. En la actualidad y desde la cima del cerro existe una torre de vigilancia para los guardas del parque. Desde allí se domina perfectamente Madrid. En la actualidad es una ruta de senderismo.